# Dolichopus lamellipes
Dolichopus lamellipes är en tvåvingeart som beskrevs av Walker 1849. Dolichopus lamellipes ingår i släktet Dolichopus och familjen styltflugor. Inga underarter finns listade i Catalogue of Life.